# Arusha Football Club
Le Arusha Football Club est un club de football tanzanien basé à Arusha.